# Søndersig (Hallund Sogn)
 For alternative betydninger, se Søndersig. (Se også artikler, som begynder med Søndersig)
Søndersig  (udtales lokalt: Saajesi eller Søjesi) er en bebyggelse i Hallund Sogn, Brønderslev Kommune , Nordjyllands Amt.
Søndersigen strækker sig fra Hallund by i nord til Ryå i øst, Vadbæk i vest og til foreningen af Vadbæk og Ryå mod syd. Det er et landbrugsområde og omfatter gårdene Vestergaard, Laden og Søndergaard beliggende vest for landevejen "Ørumvej". Østligere langs vejen "Søndersig" ligger Smedegaard, Nørgaard og Søndersiggaard. Søndersiggård er centralt beliggende på Søndersigen. Før 1950 blev stedet betegnet "Søndersighus". Det er en slægtsgård, der 1866 – 1911 tilhørte sognefoged Lars Thomsen og hustru Sara Amalie og 1911 – 1959 tilhørte sønnen Emil Thomsen og hustru Petra.
|  | Denne artikel om lokaliteten Søndersig (Hallund Sogn) kan blive bedre, hvis der indsættes et (bedre) billede. Du kan hjælpe ved at afsøge Wikimedia Commons for et passende billede eller lægge et op på Wikimedia Commons med en af de tilladte licenser og indsætte det i artiklen. |

57°13′45″N 10°05′55″Ø / 57.22917°N 10.09861°Ø